# Classe Duguay-Trouin
La classe Duguay-Trouin era una classe di tre incrociatori leggeri sviluppata dalla Francia nella prima metà degli anni 1920. Queste veloci unità leggere ispirarono i classe di Giussano, il primo gruppo del tipo Condottieri italiano (alta velocità, buon armamento al prezzo di una corazzatura minimale). L'unità capoclasse era stata battezzata Duguay-Trouin, in onore dell'omonimo corsaro francese.
Erano incrociatori con un armamento di 8 cannoni da 152 mm, alta velocità e mancanza pressoché totale di protezione. Varati a metà anni venti, essi avevano almeno un punto di forza nell'armamento, costituito da cannoni calibro 155/50 mm, con una granata da 56 kg sparabile a 25—26 km di distanza. Sebbene con una vita utile dell'anima di appena 700 colpi, essi erano artiglierie molto più potenti di quelle di altre navi della classe, si pensi che i cannoni da 152 fino a pochi anni prima standard della marina inglese erano capaci di sparare proiettili da 45-50 kg a 13 km, e che anche durante la seconda guerra mondiale le artiglierie degli incrociatori leggeri normalmente da 152 mm, potevano sparare proiettili da 50 kg a 23 km, sebbene con una cadenza di tiro maggiore, ma nondimeno i pezzi da 15 godevano di un vantaggio non indifferente.

## Unità
| Nome            | Impostazione    | Cantiere                   | Varo           | Entrata in servizio | Destino finale |
| --------------- | --------------- | -------------------------- | -------------- | ------------------- | --- |
| Duguay-Trouin   | 4 agosto 1922   | Arsenale navale di Brest   | 14 agosto 1923 | 10 settembre 1926   | radiato da servizio nel marzo 1953 e avviato alla demolizione                                                                                        |
| Lamotte-Picquet | 17 gennaio 1923 | Arsenale navale di Lorient | 21 marzo 1924  | 1º ottobre 1926     | affondato il 12 gennaio 1945 a Saigon in un attacco aereo                                                                                            |
| Primauguet      | 10 agosto 1923  | Arsenale navale di Brest   | 21 maggio 1924 | 1º settembre 1926   | portato a incagliare nel porto di Casablanca l'8 novembre 1942 dopo essere stato gravemente danneggiato in uno scontro con unità navali statunitensi |